# Classic (Better Than I’ve Ever Been)
Classic (Better Than I've Ever Been) – singel zawierający dwa utwory: "Better Than I've Ever Been" oraz "Classic". Wokalnie udzielili się Kanye West, Nas, KRS-One i Rakim. Za muzykę odpowiadają: w pierwszym utworze Rick Rubin, zaś w drugim DJ Premier.

## Lista utworów
1. "Better Than I've Ever Been"
2. "Better Than I've Ever Been (Instrumental)"
3. "Better Than I've Ever Been (Acapella)"
4. "Classic (DJ Premier Remix)"
5. "Classic (DJ Premier Remix) (Instrumental)"

## Wykorzystane sample
- w utworze "Better Than I've Ever Been" wykorzystano sample z utworu "Give Me the Night" autorstwa George'a Bensona
- utwór "Classic (DJ Premier Remix)" zawiera sample z utworu "Dance the Kung-Fu" w wykonaniu Carla Douglasa